# اسنپ (مدیر بسته)
اسنپ یک سیستم استقرار نرم‌افزار و مدیر بسته است که توسط کنونیکال برای سیستم‌عامل گنو/لینوکس ساخته شده‌است. این بسته‌ها توسط ابزاری به نام اسنپ‌دی استفاده می‌شوند و در طیف وسیعی از توزیع‌های لینوکسی وجود دارند. اسنپ در ابتدا برای اوبونتو تاچ طراحی شده بود. همچنین این سیستم طوری طراحی شده که در اینترنت اشیاء، رایانش ابری و رایانه‌های رومیزی هم کار کند.

## عملکرد
بسته‌های نرم‌افزاری اسنپ، خودمحور هستند و در طیف وسیعی از توزیع‌های لینوکس کار می‌کنند. این ویژگی برخلاف عملکرد مدیر بسته‌های لینوکسی قدیمی‌تر، مانند APT یا یام است که برای هر توزیع لینوکس به بسته‌های اختصاصی سازگار با همان توزیع نیاز دارند. در مدیر بسته‌های قدیمی‌تر به دلیل به‌وجود آمدن وقفه میان توسعهٔ نرم‌افزار و استقرار و آماده‌سازی نرم‌افزار برای توزیع‌های مختلف، محصول دیرتر به دست کاربر نهایی می‌رسد.
اسنپ‌ها هیچ وابستگی‌ای به فروشگاه برنامه‌ای ندارند و از هر منبعی قابل دستیابی هستند.
هر اسنپ کانالی دارد که بررسی نسخهٔ فعلی و ردگیری به‌روزرسانی‌های بستهٔ اسنپ از طریق این کانال‌ها انجام می‌شود.
توسعه‌دهندگان می‌توانند از اسنپ برای ایجاد ابزارهای خط فرمان و خدمات پس زمینه و همچنین برنامه‌های دسکتاپ استفاده کنند.
توسعه‌دهندگان همچنین می‌توانند از اسنپ‌ها برای به اشتراک گذاشتن برنامه‌ها و داده‌ها استفاده‌کنند تا کتابخانه‌ها، چارچوب‌های نرم‌افزاری و به‌طور کلی افزونگی وابستگی‌ها را کاهش دهند.
در ژوئن سال ۲۰۱۶، اسنپ‌دی به طیف گسترده‌ای از توزیع‌های لینوکس منتقل شد تا امکان استفاده از اسنپ درمیان توزیع‌های لینوکسی، و نه فقط در اوبونتو، فراهم شود. اسنپ‌دی برای آرچ لینوکس، سنت‌اواس، دبیان، فدورا، سولوس، مانجارو، مینت، اوپن‌امبدد، رزبین، اوپن‌دبلیوآرتی و اوپن‌سوزه در دسترس یا در حال توسعه است.

### اسنپ‌کرفت
اسنپ‌کرفت ابزاری برای توسعه‌دهندگان است که به کمک آن می‌توانند برنامه خود را در قالب پرونده اسنپ بسته‌بندی کنند.

### قالب پرونده اسنپ
قالب پرونده اسنپ یک تک‌فایل‌سیستم فشرده‌شده مبتنی بر اسکواش‌اف‌اس (به انگلیسی: SquashFS) است.

## کاربرد
اسنپ در اوبونتوی رومیزی از نسخه ۱۶٫۰۴ به بعد به‌طور پیش فرض وجود دارد. برخی نرم‌افزارهای مایکروسافت مانند دات‌نت کور ۳٫۱ برای لینوکس نیز در قالب اسنپ منتشر می‌شود. همچنین اسنپ‌کرفت قصد دارد از سیستم‌عامل ویندوز نیز پشتیبانی کند (در حال حاضر از مک‌اواس پشتیبانی می‌کند).

## انتقادات
توسعه‌دهندهٔ ابزار ضبط صفحه نمایش پیک، پشتیبانی از بسته‌های اسنپ را در مارس ۲۰۱۸ قطع کرد؛ او در حالی که همچنان از فلت‌پک و اپ‌ایمیج پشتیبانی می‌کند، اظهار داشت که:
- اسنپ‌دی دیگر در مخزن رسمی آرچ لینوکس موجود نیست؛ حتی اگر در مخازن جامعهٔ کاربری توزیع‌های مبتنی بر آرچ مانند مانجارو موجود باشد، باز هم عمدتاً یک برنامهٔ اوبونتویی است.[۱۲]
- استفاده از اسنپ نسبت به فلت‌پک یا اپ‌ایمیج برای توسعه‌دهندگان وقت‌گیرتر است.
- مرکز نرم‌افزار اوبونتو از داده‌های اپ‌استریم استفاده نمی‌کند و به داده‌های جداگانه‌ای نیاز دارد.

توسعه دهندگان و مدیران سیستم‌های از این موضوع شکایت کرده‌اند که امکان غیرفعال کردن به‌روزرسانی خودکار در اسنپ نیست و از این جهت برای برنامه‌های اصلی و حیاتی بسیار نامناسب است. گرچه عدم امکان غیرفعال کردن به‌روزرسانی خودکار، تصمیم توسعه‌دهندگان اسنپ بوده‌است اما این ویژگی باعث اَکار شدن غیرمنتظرهٔ سیستم در زمان راه‌اندازی مجدد نرم‌افزار و یا زمان وجود باگ در نسخهٔ به‌روز شدهٔ نرم‌افزار می‌شود.
آدام ویلیامسون، کارمند ردهت، از اسنپ انتقاد کرده‌است که کد سمت سرور را بسته نگه داشته‌است، و کاربران را مجبور به پذیرفتن توافق‌نامهٔ همکاری در توسعه‌اش می‌کند.
کلمنت لفور (بنیانگذار و رهبر لینوکس مینت) ادعا کرده‌است که اسنپ مغرضانه است و تضاد منافع دارد، به این دلیل که که توسط کنونیکال اداره می‌شود و همچنین اینکه اسنپ در اوبونتو نسبت به سایر توزیع‌ها بهتر عمل می‌کند.